# Comacupes foveicollis
Comacupes foveicollis es una especie de coleóptero de la familia Passalidae.

## Distribución geográfica
Habita en Borneo.